# Katovna (Jeseník)
Katovna v Jeseníku je barokní stavba na ulici Palackého, která je chráněna jako nemovitá kulturní památka.

## Popis
Přízemní budova na půdorysu stlačeného obdélníka s převýšenou „slezskou střechou“ prolomenou drobnými obloučkovými vikýřky (ty v současné podobě odpovídají soudobému využití podkroví). Střecha je kryta šindelem. Hlavní průčelí je prolomeno čtyřmi okenními osami s kvazikasulovými okny. V kratších bočních průčelích jsou tři okenní osy. Vstup je ve středu hlavního průčelí, jde o plochý portikus s obloučkovým frontonem.

## Historie
Spolehlivě doložená historie domu sahá do závěru 18. století a této době odpovídá i architektura pozdního baroka s některými rokokovými ozdobami. Dům vznikl jako obytný, dobře rozvržený měšťanský dům při obnově města, ovšem ani starší jádro ze 17. století není vyloučeno. Jméno katovna je paradoxní nebo spíše jen legendární, neb obydlí kata není doloženo, ba ani pravděpodobné, vzhledem k poloze a architektuře budovy.

## Současnost
Součástí Katovny je také současná expozice s multimediálními prvky Niského knížectví, která  pomocí moderních technologií přináší velký rozsah informací o společném historickém vývoji města Jeseníku a blízkého polského města Glucholazy. Obě města patřila v minulosti pod správu historického územního celku nazývaného Niské knížectví, jehož hlavním městem byla polská Nisa. Expozice je rozdělena do pěti tematických celků, které se prolínají historií obou regionů. Těmito tématy jsou: lázeňství, zlato, Slezsko, církev a turistika. Expozice je koncipována pokročilou interaktivní formou, kde každý návštěvník si může sám o sobě ověřit své znalosti a získat památeční vysvědčení. V budově se nachází také informační centrum pro turisty.